# Triplax frosti
Triplax frosti är en skalbaggsart som beskrevs av Thomas Casey 1924. Triplax frosti ingår i släktet Triplax och familjen trädsvampbaggar. Inga underarter finns listade i Catalogue of Life.